# Gorączka plamista
Gorączka plamista (ang. spotted fever) – grupa chorób wywołanych infekcją riketsjami, które są przenoszone wskutek ukąszenia przez kleszcze.
Występuje na całym świecie w klimacie ciepłym, od południowej Europy (poniżej 45 równoleżnika), Afrykę, Azję Południową i Południowo-Wschodnią, po Australię. W zależności od położenia geograficznego chorobę wywołują różne gatunki riketsji:
- w Europie – Rickettsia conori przenoszona przez kleszcze psie Rhipicephalus sanguineus
- w Afryce – Rickettsia africae przenoszona przez kleszcze Amblyomma
- w Australii – Rickettsia australis przenoszona przez kleszcze Ixodes holocyclus
- w Japonii – Rickettsia japonica.
- na Tasmanii – Rickettsia honei
- w obu Amerykach – Rickettsia rickettsii

Z uwagi na duży zasięg geograficzny jest też opisywana pod różnymi nazwami:
- gorączka plamista śródziemnomorska w Europie
- gorączka plamista orientalna w Azji
- dur kleszczowy w Australii
- gorączka plamista na Tasmanii
- gorączka plamista Gór Skalistych w USA
- gorączka São Paulo w Brazylii

## Objawy choroby

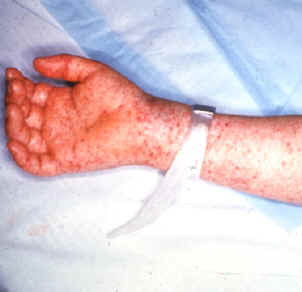
Wybroczynowa wysypka na kończynie górnej w przebiegu gorączki plamistej Gór Skalistych.

- wysoka gorączka utrzymująca się przez 2 – 5dni
- różnopostaciowa wysypka (najczęściej plamisto-grudkowa lub pęcherzykowa)
- strup pod postacią czarnej plamy w miejscu ukąszenia przez kleszcza

## Rozpoznanie
Podstawowe znaczenie mają dane z wywiadu wskazujące na ukąszenie przez kleszcza. W przypadkach wątpliwych możliwa jest izolacja riketsji z badanego materiału w pracowni mikrobiologicznej, lub diagnostyka serologiczna w oparciu o testy immunofluorescencji pośredniej, ELISA lub amplifikację DNA metodą PCR.

## Leczenie
Postępowaniem z wyboru jest antybiotykoterapia jednym z poniższych leków:
- doksycyklina – 2 x dziennie po 100 miligramów przez 1 – 5 dni
- ciprofloksacyna – 2 x dziennie po 750 miligramów przez 5 dni
- chloramfenikol – 4 x dziennie po 500 miligramów przez 7 dni

## Klasyfikacja ICD10
| kod ICD10     | nazwa choroby                                         |
| ------------- | ----------------------------------------------------- |
| ICD-10: A77   | Gorączka plamista (riketsjoza odkleszczowa)           |
| ICD-10: A77.0 | Gorączka plamista wywołana przez Rickettsia rikettsii |
| ICD-10: A77.1 | Gorączka plamista wywołana przez Rickettsia conorii   |
| ICD-10: A77.2 | Gorączka plamista wywołana przez Rickettsia sibirica  |
| ICD-10: A77.3 | Gorączka plamista wywołana przez Rickettsia australis |
| ICD-10: A77.8 | Inna gorączka plamista                                |
| ICD-10: A77.9 | Gorączka plamista, nie określona                      |